# Равно-Поле
Ра́вно-По́ле (болг. Равно поле) — село в Софійській області Болгарії. Входить до складу общини Єлин Пелин.

## Населення
За даними перепису населення 2011 року у селі проживали 1493 особи.
Національний склад населення села:
| Національність   | Кількість осіб | Відсоток |
| ---------------- | -------------- | -------- |
| болгари          | 1361           | 98,5%    |
| цигани           | 8              | 0,6%     |
| турки            | 7              | 0,5%     |
| Всього відповіли | 1382           |          |

Розподіл населення за віком у 2011 році:
Динаміка населення: